# Boston (jeu)
Pour les articles homonymes, voir Boston (homonymie).
Le boston est un jeu de cartes résultant du croisement entre le quadrille, ou plutôt le médiateur, et le whist, apparu vers 1780 et très populaire en Europe au XIXe siècle.
Semblable au premier abord au whist classique, le boston s'en distingue par un système d'enchères avec contrats, et la possibilité de jouer seul contre les trois autres.

## Le boston dans la littérature
- Le boston est souvent cité dans les romans d'Honoré de Balzac, par exemple dans Eugénie Grandet, Une ténébreuse affaire (après la fuite des frères de Simeuse) ou Pierrette (p. 176 dans l'édition du Livre de poche, imprimeur et relieur Brodard & Taupin).
- Dans Un cœur simple de Gustave Flaubert, madame Aubain fait une partie de boston avec des habitués tous les jeudis.
- On vient fréquemment jouer au boston dans la nouvelle La Tempête de neige d'Alexandre Pouchkine.
- C'est le passe-temps favori du comte Rostov et de quelques autres personnages dans Guerre et Paix de Léon Tolstoï.
- Le grand ami du Major Kovaliov, Yaryjkine, perdait toujours lorsqu'il demandait huit au Boston dans le Nez de Gogol.